# Gael Acosta
Carlos Gael Acosta Zavala (ur. 26 marca 1992 w Los Mochis) – meksykański piłkarz występujący na pozycji lewego skrzydłowego, obecnie zawodnik Monterrey.

## Kariera klubowa
Acosta jest wychowankiem klubu CF Monterrey, do którego seniorskiej drużyny został włączony w wieku dwudziestu jeden lat przez szkoleniowca Víctora Manuela Vuceticha. W Liga MX zadebiutował 4 maja 2013 w przegranym 1:5 spotkaniu z Cruz Azul i jeszcze w tym samym roku wraz ze swoją drużyną triumfował w najbardziej prestiżowych rozgrywkach kontynentu – Lidze Mistrzów CONCACAF, pełniąc jednak rolę głębokiego rezerwowego. Kilka miesięcy później wziął natomiast udział w Klubowych Mistrzostwach Świata, gdzie ani razu nie pojawił się na boisku, zaś Monterrey zajęło ostatecznie piąte miejsce. Bezpośrednio po tym, nie potrafiąc wywalczyć sobie miejsca w wyjściowym składzie, wraz z kolegą z drużyny Guillermo Madrigalem udał się na wypożyczenie do niżej notowanej ekipy Atlante FC z siedzibą w mieście Cancún. Tam spędził pół roku, notując regularne występy, jednak wyłącznie w roli rezerwowego, a na koniec rozgrywek 2013/2014 spadł z Atlante do drugiej ligi.
| Sezon     | Klub         | Kraj   | Rozgrywki | Mecze | Bramki |
| --------- | ------------ | ------ | --------- | ----- | ------ |
| 2012/2013 | CF Monterrey | Meksyk | Liga MX   | 1     | 0      |
| 2013/2014 | CF Monterrey | Meksyk | Liga MX   | 6     | 0      |
| 2013/2014 | Atlante FC   | Meksyk | Liga MX   | 15    | 0      |
| 2014/2015 | CF Monterrey | Meksyk | Liga MX   |       |        |